# Ácido nitroso
Ácido Nitroso é um  ácido do nitrogênio cujo estado de oxidação é +3. Tem fórmula química HNO2. É formado por um átomo de Hidrogênio, um de Nitrogênio e dois de Oxigênio. Sua massa molecular pode ser calculada pela soma das massas atômicas de seus elementos 1+14+(16x2)=47.(Dioxonítrico)

## Estrutura
Na fase gasosa, a molécula de ácido nitroso planar pode adoptar um tanto na forma cis e trans. A forma trans predomina em temperatura ambiente, e indicadores medições em Infravermenho de estabilidade por volta de {\displaystyle 2.3~kJ~mol^{-1}}.

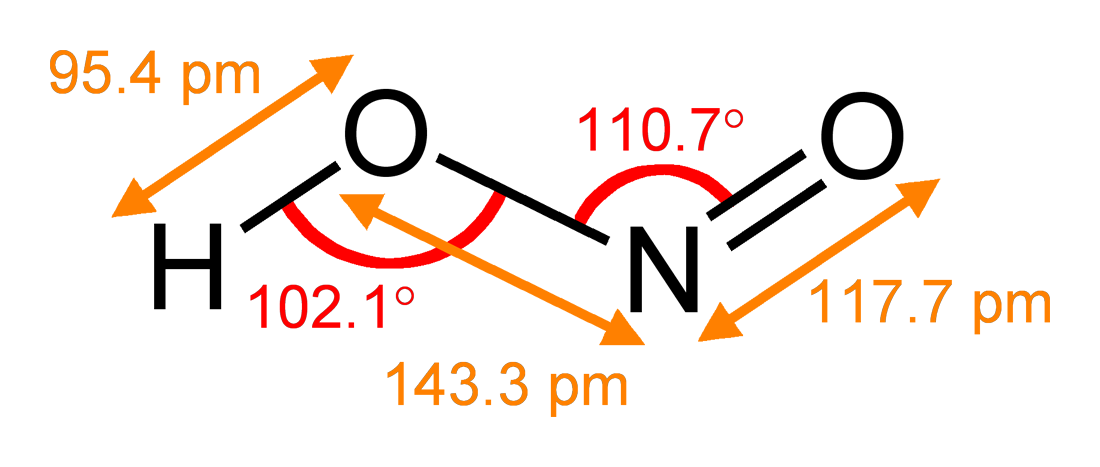
dimensões da forma  trans  (a partir do espectro de microondas).
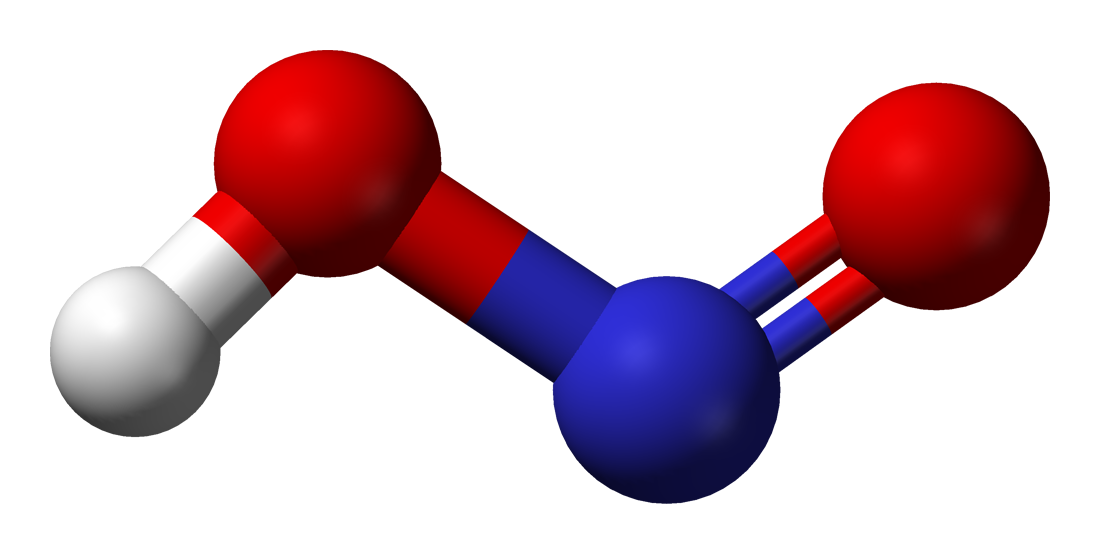
modelo da 'forma' 'trans'.
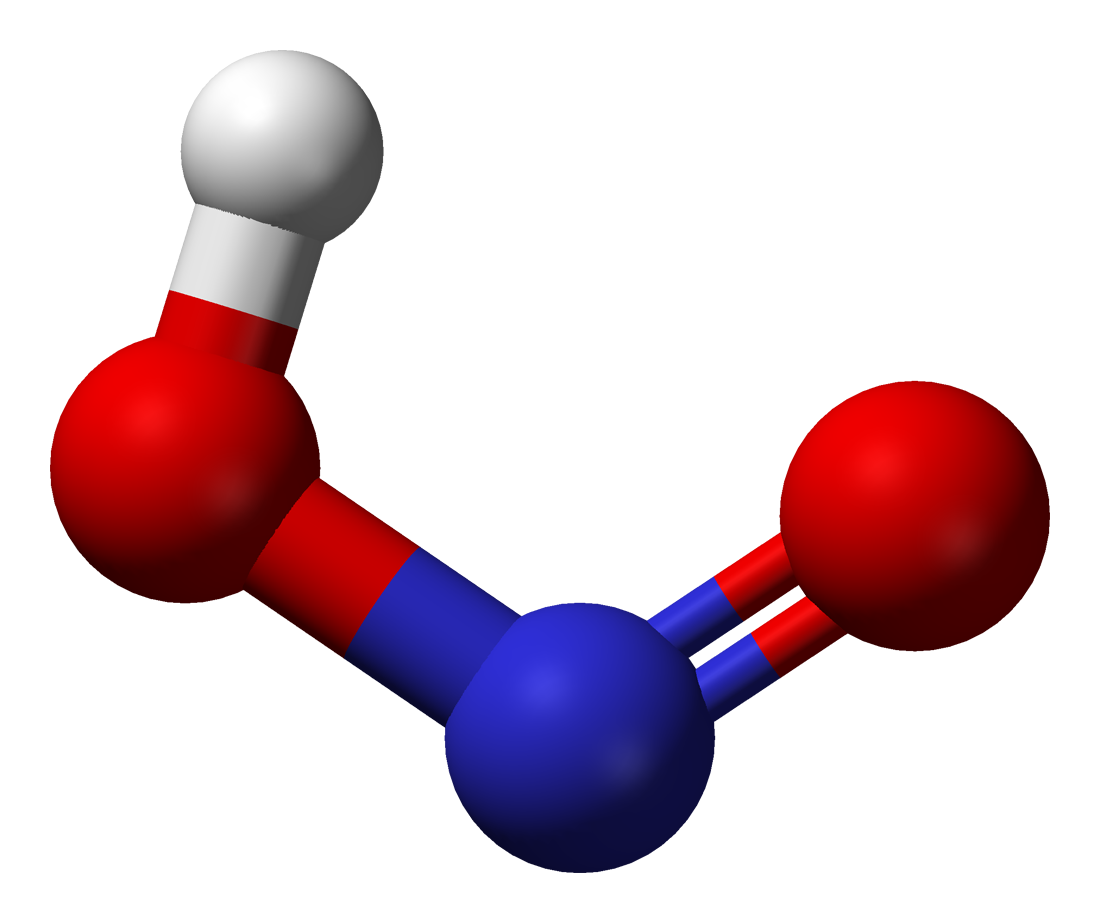
Forma cis.

## Classificação
É oxiácido, é considerado médio, seu grau de ionização é igual {\displaystyle {\boldsymbol {\alpha }}=} 0,08. Este monoácido ou monoprotônico possui um alto grau de reversibilidade, pois de cada 100 moléculas dissolvidas, 92 se regeneram e apenas 8 se ionizam. É um ácido ternário, inorgânico e instável.

## Reação de dissociação eletrolítica do ácido nitroso
{\displaystyle HNO_{2}+H_{2}O\Leftrightarrow H_{3}O^{+}+NO_{2}^{-}} 
Este ácido se dissolve facilmente em água, conforme a propriedade, produzindo o cátion Hidrônio ou Hidroxônio {\displaystyle {\boldsymbol {(}}H_{3}O^{+})}. O desenho mostra o hidrogênio do ácido ao lado de um dos pares eletrônicos do oxigênio da água.
Observe que é o próton do hidrogênio que se desloca emprestando assim sua carga positiva, e seu elétron foi deixado no ânion de onde advém a sua carga negativa: pode-se dizer que o núcleo do átomo de hidrogênio foi separado de seu elétron. Esta reação é comum a todos os ácidos e o ânion nitrito pode ser representado assim.
O desenho ao lado é um demonstrativo do que foi explicado, a migração do hidrogênio até o par eletrônico da água. A água tem uma natureza polar por isso facilmente atrai o próton do hidrogêno.

## Processos de obtenção do ácido nitroso
Conforme diversos autores de livros de química, dentre eles destacam-se Química Geral de Linus Pauling, destacam-se três processos comuns de laboratório para obtenção do ácido nitroso.

### Primeiro processo
Dissolvendo-se Dióxido de Nitrogênio em água, formam-se dois ácidos simultaneamente, ácido nítrico e ácido nitroso que podem ser separados facilmente pela adição de um álcalino, conforme a reação abaixo
{\displaystyle 2NO_{2}+2OH^{-}\rightarrow NO_{2}^{-}+NO_{3}^{-}+H_{2}O}

### Segundo processo
Decomposição térmica dos nitratos em nitritos. Podem-se usar mais facilmente os nitratos de sódio ou potássio, obtendo-se nitritos correspondentes.
{\displaystyle 2NaNO_{3}\rightarrow 2NaNO_{2}+O_{2}}

### Terceiro processo
Redução de nitratos pelo chumbo. Os sais produzidos têm uma coloração amarelo-pálida, embora suas soluções sejam amarelo mais intenso.
{\displaystyle NaNO_{3}+Pb\rightarrow NaNO_{2}+PbO}

## Propriedades do ácido nitroso
Entre as propriedades mais comuns podemos citar

### Reação de salificação do ácido nitroso
Todo ácido, quando em presença de uma base, produz sal e água. Esta propriedade é comum a todos os ácidos. A reação pode ser representada assim
{\displaystyle HNO_{2}+KOH\rightarrow KNO_{2}+H_{2}O}

### Reação com as aminas
Estas reações servem como método de identificação das aminas.
Aminas não aromáticasEstas aminas reagem com o ácido nitroso formando um álcool, água e gás nitrogênio, que se desprende em forma de bolhas.
{\displaystyle R-NH_{2}+HNO_{2}\rightarrow R-OH+H_{2}O+N_{2}\uparrow }
Aminas aromáticasAs aminas aromáticas em presença do ácido nitroso produzem nitroso-aminas e água. É seguro dizer que as aminas secundárias não aromáticas têm um comportamento idêntico.